# Parzializzazione
Nell'ambito dell'ingegneria, con il termine parzializzazione si intende la regolazione della potenza di un sistema atto a produrre o consumare potenza (elettrica, meccanica, ecc.) riducendo la quantità dell'"entità trasportata", il cui significato è differente a seconda del sistema considerato:
- nel caso di un sistema che produce energia meccanica (ad esempio una turbina o un motore a combustione interna), la "quantità dell'entità trasportata" corrisponde alla portata di fluido (ṁ);[1]
- nel caso di un impianto elettrico la "quantità dell'entità trasportata" corrisponde alla corrente elettrica, dato che rappresenta la carica che attraversa una sezione di un conduttore nell'unità di tempo.[1]

## Regolazione per laminazione di una turbina
Nel caso di una turbina (dalla quale si ottiene energia meccanica dall'espansione di un fluido), la potenza generata è pari a:
P = Δh·η·ṁ
dove:
- P  = potenza generata dal sistema;
- Δh = salto entalpico isentropico per unità di massa del fluido;
- ṁ  = portata massica di fluido evolvente nel sistema;
- η  = rendimento del sistema.

Risulta evidente che la potenza prodotta può essere variata tramite una variazione di "Δh" oppure di "ṁ".

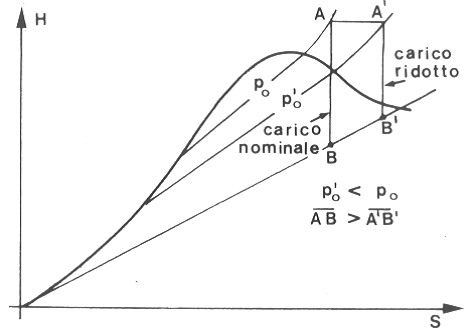
rappresentazione nel piano h-s(T-s) del la trasformazione di laminazione

Praticamente il tutto viene realizzato mediante un organo meccanico detto "valvola di laminazione", essa realizza una trasformazione, dapprima isoentalpica diminuendo la pressione del vapore, che poi viene convogliato mediante un restringimento di sezione regolabile tale per cui la portata massica sia quella richiesta.
Questo passaggio forzato implica anche una variazione di entalpia del flusso di vapore, oltre alla variazione di portata.
Dal momento che la velocità periferica degli elementi rotanti (primo rotore soprattutto) in generale deve rimanere costante, in accordo alla velocità richiesta dall'alternatore(produzione elettrica), questa variazione di portata distorce i triangoli di velocità sul rotore, e quindi influenza(in maniera negativa) il rendimento.
D'altra parte questo metodo permette di avere un significativo vantaggio, cioè questo tipo di regolazione consente di lasciare praticamente invariata la temperatura a valle della prima corona di ugelli (presenti per poter regolare in altro modo la portata fluente), preservando il rotore da sollecitazioni termiche anche in caso di improvvise variazioni di carico.
In particolare, nelle turbine assiali tale variazione della portata massica può essere svolta facendo passare il fluido attraverso una sezione ristretta della girante. La sezione trasversale di una turbina assiale è una circonferenza, per cui durante la parzializzazione il fluido passa attraverso una parte di tale circonferenza (cioè attraverso un settore circolare), la cui ampiezza è definita grado di parzializzazione.

## Parzializzazione di un motore a combustione interna
I motori a combustione interna che possono essere parzializzati vengono detti motori modulari.
Esistono le seguenti tecniche di parzializzazione di un motore modulare:
- parzializzazione del combustibile: ottenuta tramite la chiusura di alcuni iniettori;
- parzializzazione della carica: ottenuta chiudendo alcune valvole di aspirazione e di scarico;
- parzializzazione della cilindrata: ottenuta interrompendo il moto di alcuni cilindri.

## Parzializzazione di un impianto elettrico
Nel caso di un impianto elettrico, operare una parzializzazione vuol dire escludere dall'impianto le parti che non sono necessarie.
Ad esempio, la parzializzazione nell'illuminotecnica può essere svolta variando il numero di sorgenti luminose (ad esempio lampade) accese. Tale metodo produce però un'illuminazione disomogenea, che può essere evitata adottando una riduzione di flusso anziché una parzializzazione.